# Emily M. Bender
Emily M. Bender (* 10. Oktober 1973) ist eine amerikanische Linguistin und Professorin an der University of Washington. Ihr Forschungsschwerpunkt liegt im Bereich multilingualer Grammatiken.

## Leben
Bender studierte Linguistik an der Stanford University, wo sie im Jahr 2000 auch ihre Promotion mit dem Titel Syntactic Variation and Linguistic Competence: The Case of AAVE Copula Absence abschloss. Im Jahr 2003 wechselte Bender an die University of Washington, wo sie seitdem in verschiedenen Position tätig war, zunächst als Assistant Professor und seit 2004 als ordentliche Professorin.

## Veröffentlichungen
In einer Veröffentlichung aus dem Jahr 2011 formulierte Bender die Empfehlung, dass wissenschaftliche Publikationen im Bereich Natural Language Processing stets explizit angeben sollten, mit welcher Sprache sie arbeiten, insbesondere auch wenn diese Sprache Englisch ist. Die Empfehlung wurde von zahlreichen Wissenschaftlern aufgegriffen und ist inzwischen unter dem Namen Bender Rule bekannt.
Im Jahr 2020 verfasste Bender gemeinsam mit der damals bei Google angestellten Forscherin Timnit Gebru und anderen einen wissenschaftlichen Artikel, dessen Veröffentlichung Google zu verhindern versuchte. Dies war Teil einer Reihe von Ereignissen, die zum Ausscheiden von Gebru bei Google führten und deren Einzelheiten umstritten sind. In dem Aufsatz ging es um ethische Fragen bei der Entwicklung von Systemen zur Verarbeitung natürlicher Sprache mit Hilfe von maschinellem Lernen auf der Grundlage großer Textkorpora. Seitdem hat sie sich um die Popularisierung der KI-Ethik bemüht und sich gegen den Hype um große Sprachmodelle ausgesprochen.